# Luis Nuñez Coronel
Pour les articles homonymes, voir Nuñez et Coronel.
Luis Nuñez Coronel, né vers 1480 à Ségovie et mort le 1er mars 1531, est un philosophe espagnol.

## Biographie
Originaire de Ségovie, comme son frère Antonio Coronel, il étudie à Paris, au Collège de Montaigu à partir de 1504, dans l’entourage de John Mair, et en compagnie de nombreux autres Espagnols. Luis Coronel est reçu docteur de la Faculté de Théologie en 1514. En 1520, les deux frères Coronel sont appelés par Charles Quint à sa cour en Allemagne, où ils acquièrent la célébrité comme conseillers et prédicateurs. Luis Coronel fut un défenseur des écrits d’Érasme, lorsque ceux-ci furent attaqués en Espagne.

## Œuvres
- Physicae perscrutationes, Paris, Jean Barbier, c. 1511 ; Lyon, in edibus J. Giunti, 1530.